# Plattfuß (Wülfrath)
Plattfuß ist eine Hofschaft in der Gemarkung Nord-Erbach der bergischen Stadt Wülfrath in Deutschland.

## Lage und Beschreibung
Die Hofschaft liegt im nordöstlichen Wülfrath an der Stadtgrenze zu Velbert. Nachbarorte sind Klein- und Großhochdahl, Hoordt, Honses, Lerschenheide und Roßberg. Die ebenfalls benachbarten Griesheide und Schatten sind abgegangen. 